# Albula (bergskedja)
För andra betydelser, se Albula (olika betydelser).
Albula (rätoromanska: Alvra, franska: Chaîne de l'Albula, italienska: Alpi dell'Albula) är en bergskedja i Rätiska alperna i östra Schweiz. Bergskedjan är belägen norr om Sankt Moritz i kantonen Graubünden. Den högsta punkten är bergstoppen Piz Kesch, 3 418 meter över havet. Bergskedjan är uppkallad efter floden Albula.
Albula skiljs från bergskedjan Oberhalbstein i väster av Septimerpasset och Juliafloden; från bergskedjan Plessur i nordväst av Landwassers floddal; från Silvrettagruppen i nordost av Flüelapasset; från bergskedjan Bernina i sydost av Malojapasset och Inn.

## Bergstoppar
De högsta topparna i Albula är:
| Topp         | Höjd (meter över havet) |
| ------------ | ----------------------- |
| Piz Kesch    | 3 418                   |
| Piz Calderas | 3 397                   |
| Piz Julier   | 3 380                   |
| Piz d'Err    | 3 378                   |
| Piz Ela      | 3 339                   |
| Piz Uertsch  | 3 267                   |
| Piz Ot       | 3 246                   |
| Piz Vadret   | 3 229                   |
| Tinzenhorn   | 3 173                   |
| Piz Lagrev   | 3 165                   |
| Piz Mitgel   | 3 159                   |
| Schwarzhorn  | 3 146                   |
| Chüealphorn  | 3 078                   |
| Hoch Ducan   | 3 063                   |
| Piz Nair     | 3 057                   |
| Piz Forun    | 3 052                   |
| Älplihorn    | 3 006                   |

## Bergspass
Det finns en järnvägstunnel genom Albula, under Albulapasset. De viktigaste bergspassen är:

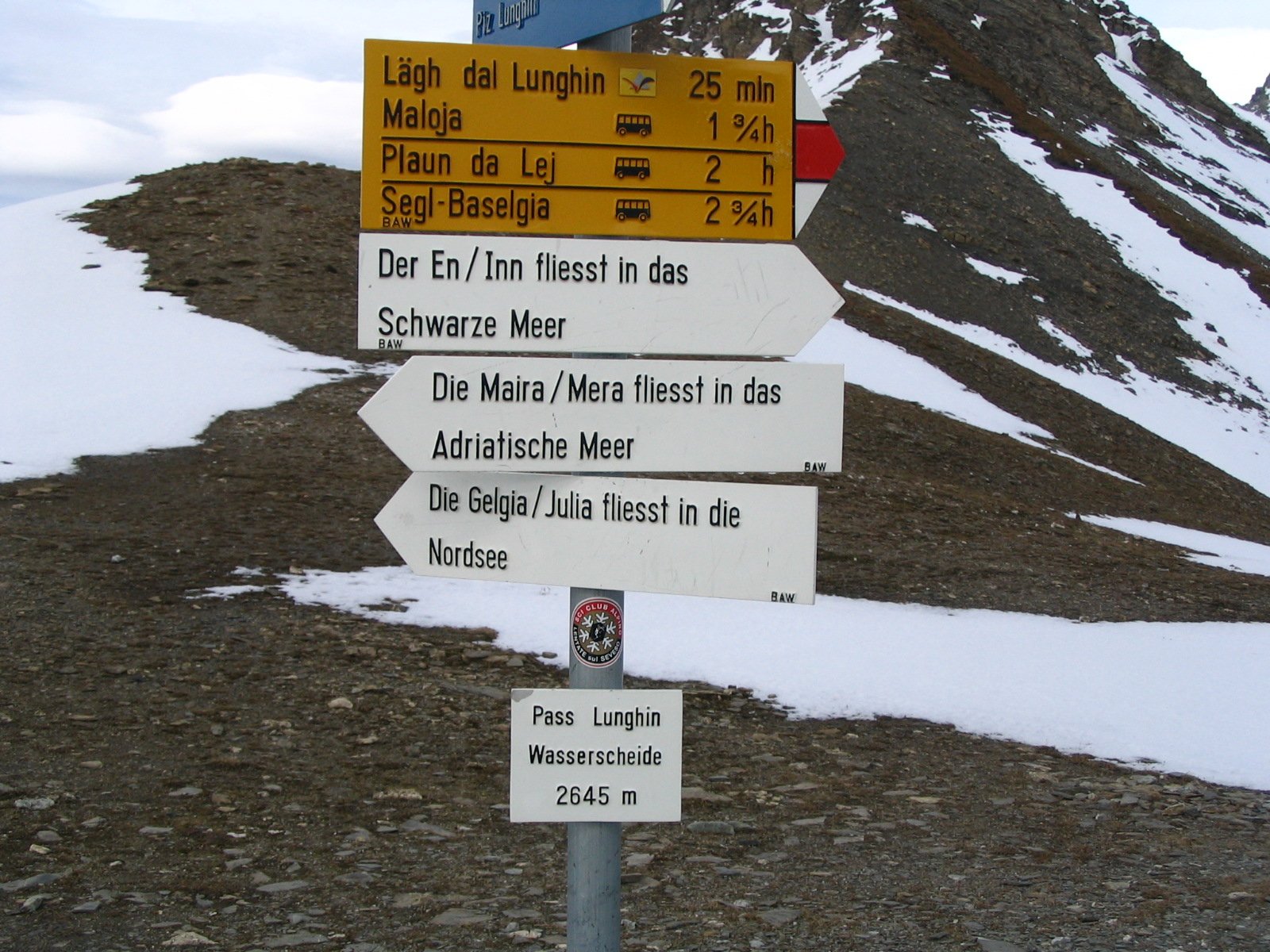
Vägvisare på Lunghinpasset.

| Pass                   | Läge                        | Typ             | Höjd (meter över havet) |
| ---------------------- | --------------------------- | --------------- | ----------------------- |
| Fuorcla Calderas       | Mulegns till Bever          | snö             | 3 130                   |
| Fuorcla d'Eschia       | Madulain till Bergün        | snö             | 3 008                   |
| Sertigpasset           | Davos till S-chanf          | gångväg         | 2 762                   |
| Tinzentor              | Bergün till Savognin        | gångväg         | 2 718                   |
| Ducanpasset            | Davos till Bergün           | gångväg         | 2 671                   |
| Lunghinpasset          | Maloja till Bivio           | gångväg         | 2 644                   |
| Scalettapasset         | Davos till S-chanf          | ridväg          | 2 619                   |
| Suvrettapasset         | Sankt Moritz till Val Bever | ridväg          | 2 618                   |
| Fuorcla d'Alp Fontauna | Bergün till S-chanf         | gångväg         | 2 615                   |
| Grialetschpasset       | Davos till Susch            | gångväg         | 2 546                   |
| Flüelapasset           | Davos till Susch            | väg             | 2 389                   |
| Albulapasset           | Bergün till Samedan         | väg             | 2 315                   |
| Septimerpasset         | Bivio till Val Bregaglia    | ridväg          | 2 311                   |
| Julierpasset           | Thusis till Silvaplana      | vinteröppen väg | 2 287                   |
| Malojapasset           | St. Moritz till Chiavenna   | vinteröppen väg | 1 815                   |

## Lunghinpasset som vattendelare
Vid Lunghinpasset möts tre stora avrinningsområden: Vatten flyter till Adriatiska havet via Mera-Adda-Po, till Nordsjön via Julia-Albula-Rhen och till Svarta havet via Inn-Donau.